# تجربة أفشار

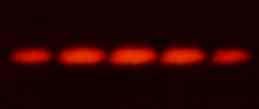

تجربة أفشار هي تجربة بصرية، ابتكرها ونفذها شهريار أفشار في جامعة هارفارد في عام 2004، وهي مختلفة عن تجربة الشق المزدوج في ميكانيكا الكم. تعطي هذه التجربة معلومات عن أي مسار يأخذه الفوتون من بين المساريْن المتاحيْن له عبر الجهاز مع السماح بإمكانية التداخل بين المسارين في الوقت نفسه، وذلك من خلال إظهار أن شبكة من الأسلاك، موضوعة في عقد نمط التداخل، لا تغير الحزم. وادعى أفشار أن التجربة تنتهك مبدأ تكامل الميكانيكا الكمومي، الذي ينص على أن الموجات والجسيمات في الأشياء الكمومية لا يمكن ملاحظتها في نفس الوقت، وعلى وجه التحديد علاقة ثنائية إنجلرت جرينبيرجر. وقد تكررت التجربة من قبل عدد من المحققين وتم تأكيد نتائجها، ولكن تفسيرها مثير للجدل، ويختلف البعض في أنها تنتهك مبدأ المكاملة، في حين يختلفون أيضًا فيما بينهم عن السبب.

## نظرة عامة
تستخدم تجربة أفشار طريقة مختلفة عن تجربة الشق المزدوج الكلاسيكية لتوماس يونغ لإنشاء أنماط تداخلات للتحري عن التكاملية. مثل هذه التجارب لقياس التداخل  عادة ما يكون لها «ذراعي» أو مسارات قد يستغرقها الفوتون. إحدى تأكيدات أفشار هي أنه من الممكن، في تجربته، التحقق من وجود هامش تداخل بين تيار الفوتون (قياس الطبيعة الموجية للفوتونات) بينما يراقب في الوقت نفسه كل مسار للفوتون (قياس لطبيعة الجسيم من الفوتونات).

## كتب
- Mir؛ Lundeen؛ Mitchell؛ Steinberg؛ Garretson؛ Wiseman (2007). "A double-slit 'which-way' experiment on the complementarity--uncertainty debate". New Journal of Physics. ج. 9 ع. 8: 287–287. arXiv:0706.3966. Bibcode:2007NJPh....9..287M. DOI:10.1088/1367-2630/9/8/287.
- Cramer, JG (2015). The Quantum Handshake: Entanglement, Nonlocality and Transactions. Springer Verlag. ISBN:978-3-319-24642-0.

## وصلات خارجية
- Afshar's blog